# El Barrio (Barrio del Carmen)
El Barrio, también conocido como Barrio del Carmen, es una localidad de México perteneciente al municipio de Chapulhuacán, en el estado de Hidalgo.

## Geografía
Se encuentra en la región de la Sierra Gorda, a la localidad le corresponden las coordenadas geográficas 21° 09’ 36.219” de latitud norte y 98° 56’ 04.647” de longitud oeste, con una altitud de 1076 m s. n. m. En cuanto a fisiografía se encuentra dentro de la provincia del Sierra Madre Oriental, dentro de la subprovincia de Carso Huasteco; su terreno es de sierra y lomerío. En lo que respecta a la hidrografía se encuentra posicionado en la región del río Panuco, dentro de la cuenca del río Moctezuma, en la subcuenca del río Moctezuma. Cuenta con un clima semicálido subhúmedo con lluvias en verano, de mayor humedad.

## Demografía
En 2020 registró una población de 500 personas, lo que corresponde al 2.18 % de la población municipal. De los cuales 248 son hombres y 252 son mujeres. Tiene 144 viviendas particulares habitadas.
| Gráfica de evolución demográfica de El Barrio entre 1910 y 2020                              |
|                                                                                              |
| Población de los censos y conteos del Instituto Nacional de Estadística y Geografía (INEGI). |

## Economía
La localidad tiene un grado de marginación medio y un grado de rezago social bajo.